# 암피마코스
암피마코스(고대 그리스어: Ἀμφίμαχος, 생몰년 불명)는 마케도니아 왕국의 알렉산드로스 3세 (대왕) 사후에 태수로 임명된 인물이다.

## 생애
이전 경력은 알려져 있지 않으며, 암피마코스는 알렉산더 3세의 사후 기원전 321년 개최된 〈트리파라디소스 분할 회의〉에서 메소포타미아와 아르베라 지방의 태수로 임명되었다. 암피마코스는 ‘왕의 형제’로 알려져 있으며, 필리포스 2세와 라리사의 피린나의 아들로 추측하고 있다. 기원전 317년부터 이듬해에 걸쳐 안티고노스와 에우메네스와의 전투에서 암피마코스는 에우메네스의 편을 들어 파라에타케네 전투에서 기병 부대를 이끌었다. 그러나 이듬해 에우메네스는 안티고노스에 의해 제거되었다. 에우메네스의 동맹들은 안티고노스에게 항복을 하거나, 또는 처형되었지만, 암피마코스의 이름은 언급되지 않았다. 에우메네스의 마지막 전투인 가비에네 전투에서 전사했거나, 또는 안티고노스에 의해 처형되었을 가능성도 있지만, 에우메네스 사후 암피마코스에 때한 뚜렷한 자료는 알려져 있지 않다.

## 참고 자료
- 발데마르 헤켈(Heckel, Waldemar). Who's Who in the Age of Alexander the Great (PJ Rhodes, R. Osborne : Greek Historical Inscriptions 404-323 BC)